# Germinal (roman)
Pour les articles homonymes, voir Germinal (homonymie).
Germinal est un roman d'Émile Zola publié en 1885. Écrit d'avril 1884 à janvier 1885, le treizième roman de la série des Rougon-Macquart paraît d'abord en feuilleton entre novembre 1884 et février 1885 dans le Gil Blas, l'année de la grande grève des mineurs d'Anzin débutée le 2 mars 1884 et temps fort de l'histoire du Bassin minier du Nord-Pas-de-Calais, où l'auteur s'est rendu afin de s'en inspirer pour l'intrigue. Après sa première édition en mars 1885, le roman a été publié dans plus d'une centaine de pays et adapté pour le cinéma et la télévision.

## Résumé
Fils de Gervaise Macquart et de son amant Auguste Lantier, le jeune Étienne Lantier s'est fait renvoyer de son travail pour avoir donné une gifle à son employeur dans les chemins de fer du Nord de la France. Chômeur, il part à la recherche d’un nouvel emploi. Il se fait embaucher aux mines de Montsou où il découvre d'effroyables conditions de travail.
Il trouve à se loger dans une famille de mineurs, les Maheu, et tombe fou amoureux de l'aînée des filles, la jeune Catherine. Celle-ci est la maîtresse d'un ouvrier brutal, Chaval, et bien qu'elle ne soit pas insensible à Étienne, elle se refuse à quitter Chaval.
Lorsque la Compagnie des Mines, arguant de la crise économique, décrète une baisse de salaire déguisée, Lantier pousse les mineurs à la grève. Il parvient à vaincre leur résignation et à leur faire partager son rêve d'une société plus juste et plus égalitaire.
Lorsque la grève éclate, la Compagnie des Mines adopte une position très dure et refuse toute négociation. Affamés par des semaines de lutte, les mineurs durcissent leur mouvement. Les soldats rétablissent l'ordre, mais la grève continue. Lors d'un mouvement de rébellion, de nombreux mineurs défient les soldats qui se mettent à tirer sur les manifestants : Maheu, l'ouvrier chez qui Étienne avait pris pension, est tué en dernier par les soldats.
Les mineurs se résignent à reprendre le travail. C'est alors que Souvarine, un ouvrier anarchiste, sabote le puits. De nombreux mineurs meurent dans l'effondrement et l'inondation des galeries. Étienne, Catherine et Chaval sont bloqués dans la mine. Chaval provoque alors Étienne, qui le tue. Il devient enfin l’amant de Catherine, qui meurt dans ses bras avant l'arrivée des sauveteurs. Étienne sort vivant de cet enfer.
Il repart pour vivre à Paris où il veut consacrer ses efforts à l'organisation syndicale et politique des ouvriers pour améliorer leur condition. Il est persuadé que les ouvriers vaincront l'injustice. Malgré leur retour forcé au travail sans avoir rien obtenu, les ouvriers sont, eux aussi, conscients de l'injustice de la situation et de leur victoire prochaine.

## Analyse

### Aspect documentaire

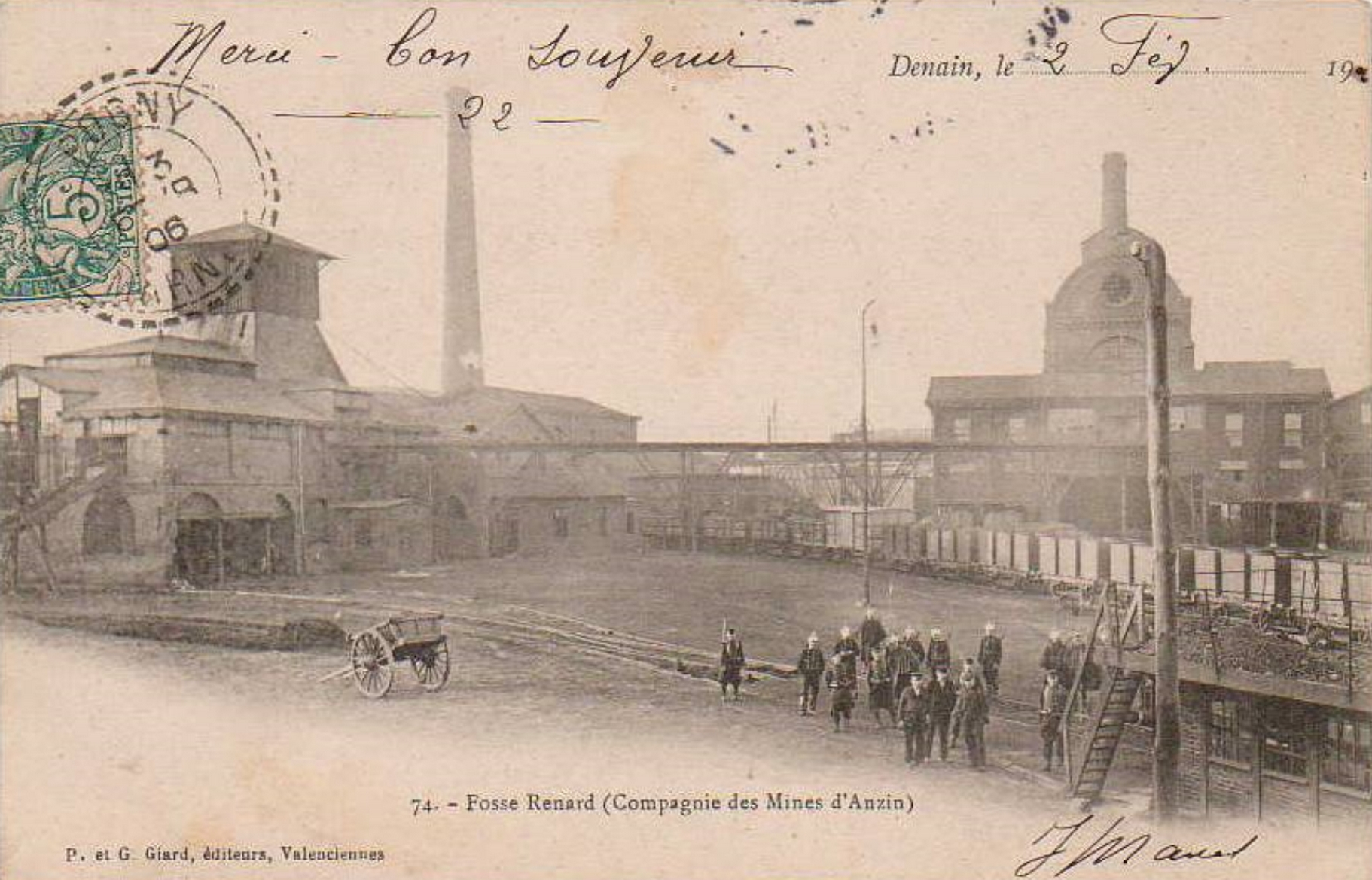
La fosse Renard telle qu'Émile Zola l'a connue.

Le roman inclut un bref historique du capitalisme charbonnier à Lille et relate l'envolée des actions minières. Pour décrire de la façon la plus réaliste possible le monde de la mine, Émile Zola se documente dans le bassin minier du Nord-Pas-de-Calais, du 23 février au 2 mars 1884, alors que commence la grande grève des mineurs d'Anzin. Pendant huit jours, il parcourt les corons d'Anzin et de Bruay. Il descend dans la fosse Renard de la Compagnie des mines d'Anzin à Denain.
Il interroge les mineurs, porions et ingénieurs sur leur vie quotidienne et rencontre en particulier Émile Basly, meneur de la grève. Rentré à Paris, il continue de suivre les événements par la presse et compile cette documentation dans Mes notes sur Anzin.
Il est aussi en contact avec Michel Rondet, mineur syndicaliste dans le bassin houiller de la Loire. Élu secrétaire général du syndicat des mineurs de la Loire en décembre 1881, il milite pour l'amélioration des conditions de travail dans les mines (il est le créateur de la Fraternelle des mineurs).
La fusillade passe pour avoir été inspirée de la fusillade d'Aubin et de celle de La Ricamarie,,, dont les bilans sont quasiment identiques : 14 morts, dont deux enfants et une femme, et 22 blessés (dont 3 succomberont à leurs blessures) à Aubin ; 14 morts et de nombreux blessés à La Ricamarie, dont deux enfants (Lydie et Bébert) et trois femmes (dont la Brulé et la Mouquette), et 25 blessés pour le récit.

### Explication du titre

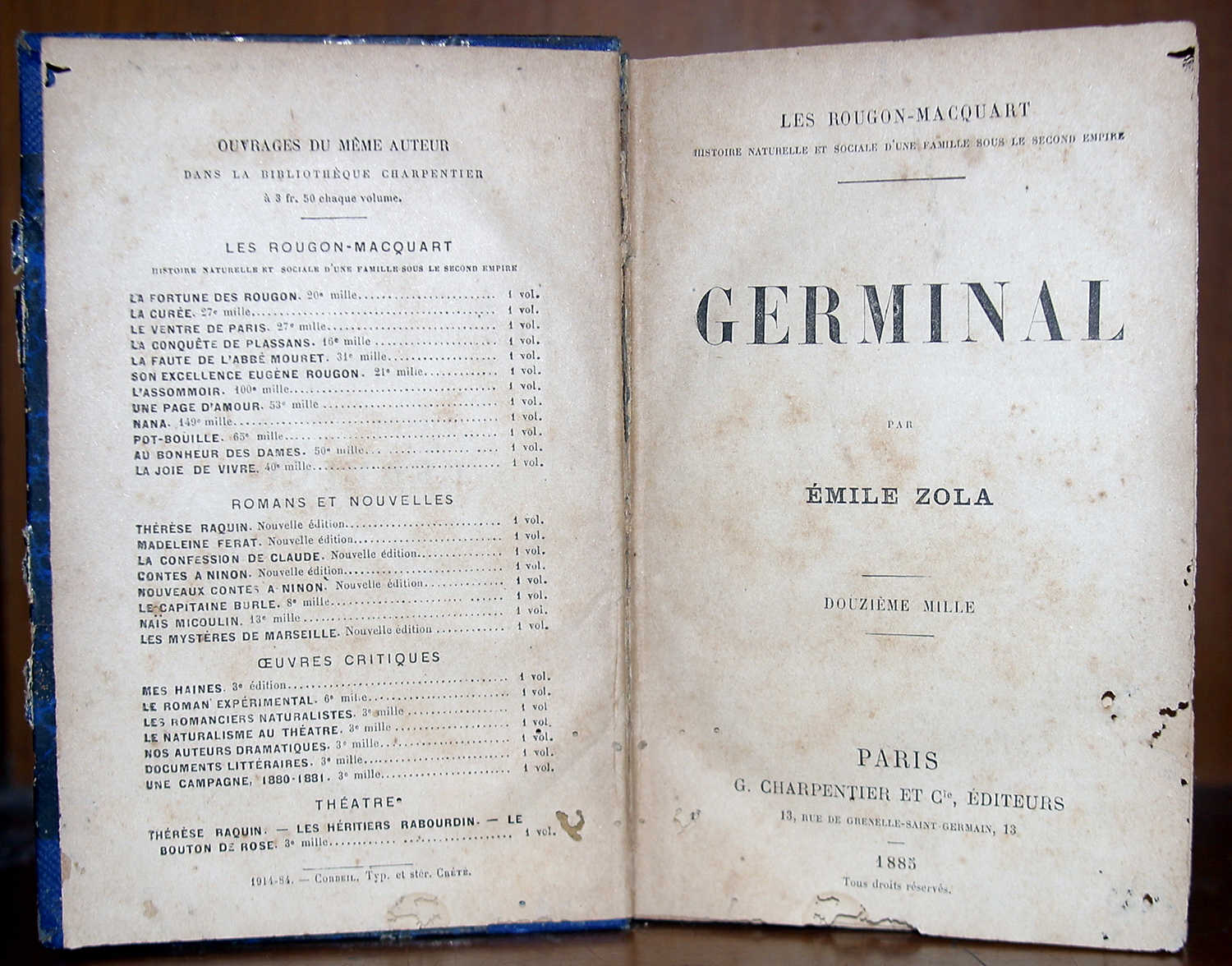
Page de titre de l'édition originale de 1885.

La dernière phrase du roman suggère que les efforts collectifs des ouvriers, et leur refus de leur vie misérable, portent en germe les révoltes futures :

« Encore, encore, de plus en plus distinctement, comme s'ils se fussent rapprochés du sol, les camarades tapaient. Aux rayons enflammés de l'astre, par cette matinée de jeunesse, c'était de cette rumeur que la campagne était grosse. Des hommes poussaient, une armée noire, vengeresse, qui germait lentement dans les sillons, grandissant pour les récoltes du siècle futur, et dont la germination allait faire bientôt éclater la terre. »

— Germinal, Septième partie - chapitre 6
Zola fusionne les mineurs avec les végétaux, qui sortent de terre et bourgeonnent. La germination printanière se fait ainsi métaphore de la révolte ouvrière. Cette dernière phrase entre en résonance avec le titre du roman.
Par ailleurs, Germinal est un mois du calendrier républicain ; il correspond au début du printemps et à la renaissance de la nature. Zola établit un parallèle entre l'éveil de la conscience ouvrière à son époque, et la Révolution française.

### Style
L'explicit et l'incipit du roman d'Émile Zola Germinal constituent une épanadiplose : le même personnage marche seul sur la même route. Dans la première page, il arrive accablé dans la nuit froide au pays minier : « Une seule idée occupait sa tête vide d’ouvrier sans travail et sans gîte, l’espoir que le froid serait moins vif après le lever du jour. » et, dans la dernière, il quitte Montsou, mais sous le soleil et dans l'espérance : « Et, pénétré de cet espoir, Étienne ralentit sa marche, les yeux perdus à droite et à gauche, dans cette gaieté de la nouvelle saison. »
L'intégralité du roman est traversée par des métaphores structurantes, à commencer par la mine elle-même qui est comparée au long du roman à un véritable organisme. Jean-Pierre Davoine a, quant à lui, souligné la multiplicité des métaphores animales dans Germinal.

## Personnages

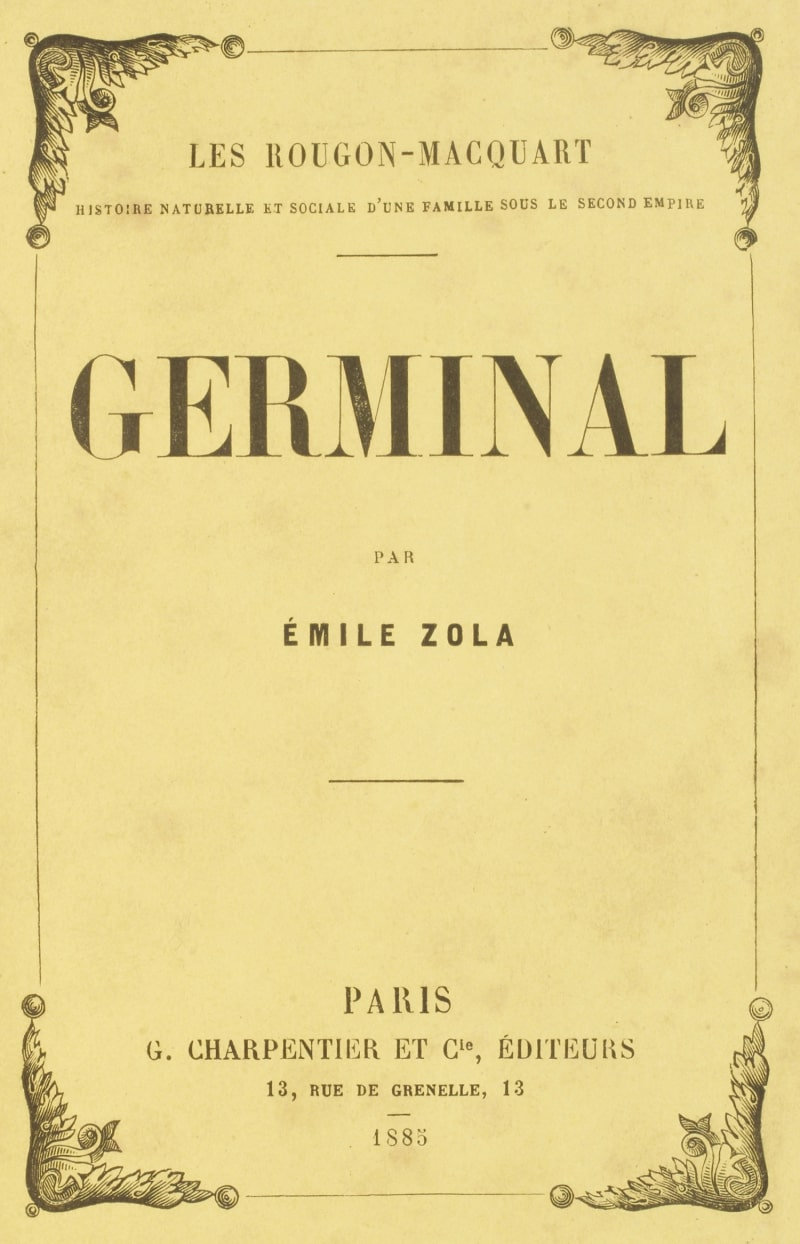
Page de titre de la première édition.

- Étienne Lantier : personnage principal dans le roman ; vingt-et-un ans. Herscheur, puis haveur au Voreux, il devient le chef de la grève. Rival de Chaval, amoureux de Catherine, mais ne l'admet pas. Après la défaite et l'inondation du puits, quitte la mine et s'en va à Paris.
- Toussaint Maheu : fils du vieux Bonnemort, époux de la Maheude ; quarante-deux ans. Haveur au Voreux. Il est travailleur, courageux et plein de bon sens. Il est tué par les soldats venus défendre la mine.
- La Maheude : femme de Toussaint Maheu ; trente-neuf ans. Comme son mari, elle est travailleuse, courageuse et pleine de bon sens. Acharnée à ne pas faiblir pendant la grève. Après la mort de son mari et de ses enfants, Alzire, Catherine et Zacharie, elle redescendra à la mine pour nourrir les quatre enfants qui lui restent.
- Bonnemort : de son vrai nom, Vincent Maheu, père de Toussaint Maheu ; cinquante-huit ans. Ancien haveur, il a fait tous les postes dans la mine en cinquante ans de travail et est devenu en dernier lieu charretier à la fosse du Voreux. Atteint d'une bronchite chronique qui lui fait cracher une boue de charbon (maladie plus tard dénommée silicose). Ayant perdu la raison, après la tuerie du Voreux, il étrangle Cécile Grégoire. Le surnom de Bonnemort lui a été donné pour rire, car il a failli être tué trois fois dans la mine (première partie, chapitre premier : « On m'a retiré trois fois de là-dedans en morceaux, une fois avec le poil roussi, une autre avec de la terre jusque dans le gésier, une troisième avec le ventre gonflé d'eau comme une grenouille… Alors, quand ils ont vu que je ne voulais pas crever, ils m'ont appelé Bonnemort pour rire. »).
- Zacharie Maheu : fils aîné des Maheu ; vingt-et-un ans. Amant puis époux de Philomène Levaque. Il meurt dans une explosion de grisou, en travaillant au sauvetage de sa sœur et d'Étienne.
- Catherine Maheu : deuxième enfant des Maheu ; quinze ans. Herscheuse au Voreux. Elle devient la maîtresse de Chaval, tout en aimant Étienne Lantier. Elle se donne à celui-ci, avant de mourir, au fond de la mine inondée.
- Jeanlin Maheu : troisième enfant des Maheu ; onze ans, vicieux et malfaisant. Reste boiteux à la suite d'un éboulement dans la mine. Il a deux « amis », Lydie et Bébert, qu'il soumet et maltraite : il considère Lydie comme « sa petite femme », mais eux le considèrent comme « le capitaine ». Il partagera sa cachette souterraine avec Étienne quand ce dernier devra se cacher, poursuivi par les gendarmes. Tue le petit soldat Jules, la sentinelle du terril, sous prétexte qu'il « en avait envie ». Retourne travailler à la mine avec sa mère après la grève.
- Alzire Maheu : quatrième enfant des Maheu, petite bossue de neuf ans. Elle meurt de froid et de faim pendant la grève, gravement fiévreuse.
- Lénore Maheu : cinquième enfant des Maheu ; six ans.
- Henri Maheu : sixième enfant des Maheu ; quatre ans.
- Estelle Maheu : septième enfant des Maheu ; trois mois au début du roman.
- Nicolas Maheu : grand-père de Toussaint
- Guillaume Maheu : bisaïeul de Toussaint Maheu.
- Chaval : amant de Catherine et rival d'Étienne. Il est un ouvrier brutal, vaniteux, qui se battra souvent avec Étienne en ne récoltant que des défaites humiliantes. Chaval brisera la grève, puis sera humilié par les mineurs. Il meurt pendant l'inondation de la mine, tué par Étienne après l'avoir provoqué.
- Levaque : voisin des Maheu, marié à la Levaque, père de Philomène et de Bébert. Il est brutal et peu intelligent.
- Philippe Hennebeau : directeur de la Compagnie des Mines de Montsou ; oncle de Paul Négrel. Découvre que sa femme est l'amante de Négrel. Il la désire et n'aime pas sa vie. Il est dépassé par la révolte des mineurs, est incapable d'analyser la situation et de prendre des décisions.
- Mme Hennebeau : mariée à M. Hennebeau, fait chambre à part, n'aime pas son mari, le trompe plusieurs fois et couche avec Négrel. Grande bourgeoise méprisante, elle ne se préoccupe que d'elle-même.
- Paul Négrel : neveu de M. Hennebeau. Ingénieur des mines de la compagnie ; fiancé à Cécile Grégoire. Amant de Mme Hennebeau. Il est ambitieux, mais courageux.
- Dansaert : maître-porion de la compagnie. Se fait renvoyer à la fin du roman. Amant de la Pierronne.
- Souvarine : réfugié nihiliste et anarchiste russe. C'est lui qui commettra l'attentat dans le Voreux. Il qualifie la grève de « bêtise » et préconise de « tout raser et tout reconstruire ».
- Pologne : lapine de Rasseneur, la seule pour qui Souvarine montre un réel attachement. Elle est mangée pendant la grève.
- Les Grégoire : riches bourgeois actionnaires de la compagnie propriétaire de la mine. Ils sont aisés mais charitables et sont persuadés de bien agir, ancrés dans leurs préjugés sur les ouvriers et la marche du monde. Ils ont une fille, Cécile, qui sera étranglée par Bonnemort dans un élan de folie.
- Pierron : mari cocu de la Pierrone et père de Lydie. C'est un ouvrier soumis qui craint la Compagnie.
- La Pierronne : la plus belle femme du coron. Elle est la seconde femme de Pierron et la maîtresse du maître-porion Dansaert.
- Bouteloup : logeur des Levaque, amant de la Levaque.
- La Brûlé : mère de la Pierronne. Elle est furieuse contre la Compagnie parce que son mari a trouvé la mort dans la mine.
- Maigrat : l'épicier qui meurt par accident lors de la grève avant d'être mutilé par les femmes.
- La veuve Désir : elle tient le cabaret.
- Mouque : père de Mouquet et la Mouquette. Il est le palefrenier du Voreux.
- La Mouquette : fille du père Mouque ; dix-huit ans. Herscheuse avec Catherine. Va avec de nombreux mineurs et convoite Étienne Lantier qui devient son amant dans la partie IV. Elle meurt, tuée par les balles de soldats surveillant la mine, en voulant protéger Catherine et Étienne.
- Deneulin : propriétaire de la mine de Jean-Bart qui fut refaite et rééquipée deux ans avant la fameuse grève des mineurs. Il est seul parmi les bourgeois à avoir conscience des difficultés des mineurs, mais en même temps, il est impitoyable envers eux. Il symbolise les petits propriétaires capitalistes qui sont près de leurs employés, mais qui sont, eux aussi, écrasés par les grandes compagnies. Il fait faillite, vend sa mine à la Compagnie et est recruté par cette dernière comme ingénieur divisionnaire. Il a deux filles qui ont perdu leur mère très jeune :
  - Jeanne : dix-huit ans, blonde, folle de peinture,
  - Lucie : vingt-deux ans, brune, qui veut chanter dans des théâtres.
- Le petit soldat  : nommé Jules, originaire de Plogoff en Bretagne, tué par Jeanlin.
- Pluchart : ancien mécanicien, partisan du socialisme. Il est affilié à l’Association internationale des travailleurs. C'est un tribun qui a su se nourrir de la misère des ouvriers, mais qui s'enfle de ses succès et finit, semble-t-il, par servir ses propres ambitions.
- Rasseneur : ancien ouvrier ayant été congédié par la Compagnie pour avoir représenté un temps les revendications des mineurs. Il tient ensuite un cabaret entre le coron des Deux cent quarante et la fosse du Voreux qui devient un point de rencontre où les ouvriers peuvent déverser leur colère. Son affaire prospère. Toujours à l'écoute, il est plutôt réformiste que socialiste.
- L'abbé Joire : curé de Montsou. Homme gras, doux et « neutre », il ne souhaite fâcher personne, ni les ouvriers ni les patrons. Mais il est plutôt complaisant envers les bourgeois. Pendant la grève, il fait ses courses à la nuit, pour ne pas se compromettre au milieu des mineurs. Il obtient de l’avancement et est remplacé par l’abbé Ranvier.
- L'abbé Ranvier : succède à l’abbé Joire comme curé de Montsou. C’est un abbé maigre, aux yeux de braise rouge. Proche de l'idéal des premiers chrétiens, il attaque violemment la bourgeoisie et justifie les grévistes, ce qui déplaît fortement aux bourgeois qui voient dans ses discours le « pire socialisme ». L'évêque finit par le déplacer, sans doute sous la pression des bourgeois.
- Bataille : doyen des chevaux, dans la mine depuis dix ans, blanc. Il meurt noyé dans la mine le jour de son éboulement.
- Honorine : femme de chambre des Grégoire.
- Trompette : cheval bai de trois ans, descendu au fond de la mine, ami de Bataille. Incapable de se conformer à sa nouvelle vie au fond de la mine, il y meurt et est remonté à la surface le jour de la fusillade contre les mineurs.

## Adaptations

### Au théâtre
Dès 1885, Zola et William Busnach mettent au point le scénario d'un drame en cinq actes tiré du roman. Mais ils se heurtent à la censure, et il faut attendre 1888 pour que la pièce soit jouée. C'est d'ailleurs un échec. Busnach retravaille le scénario, et par la suite la pièce connaît un grand succès, d'abord en banlieue parisienne, puis en Belgique et à Paris. D'autres adaptations ont été réalisées plus récemment, en particulier par Yaak Karsunke et Rainer Werner Fassbinder (1974).

### Au cinéma

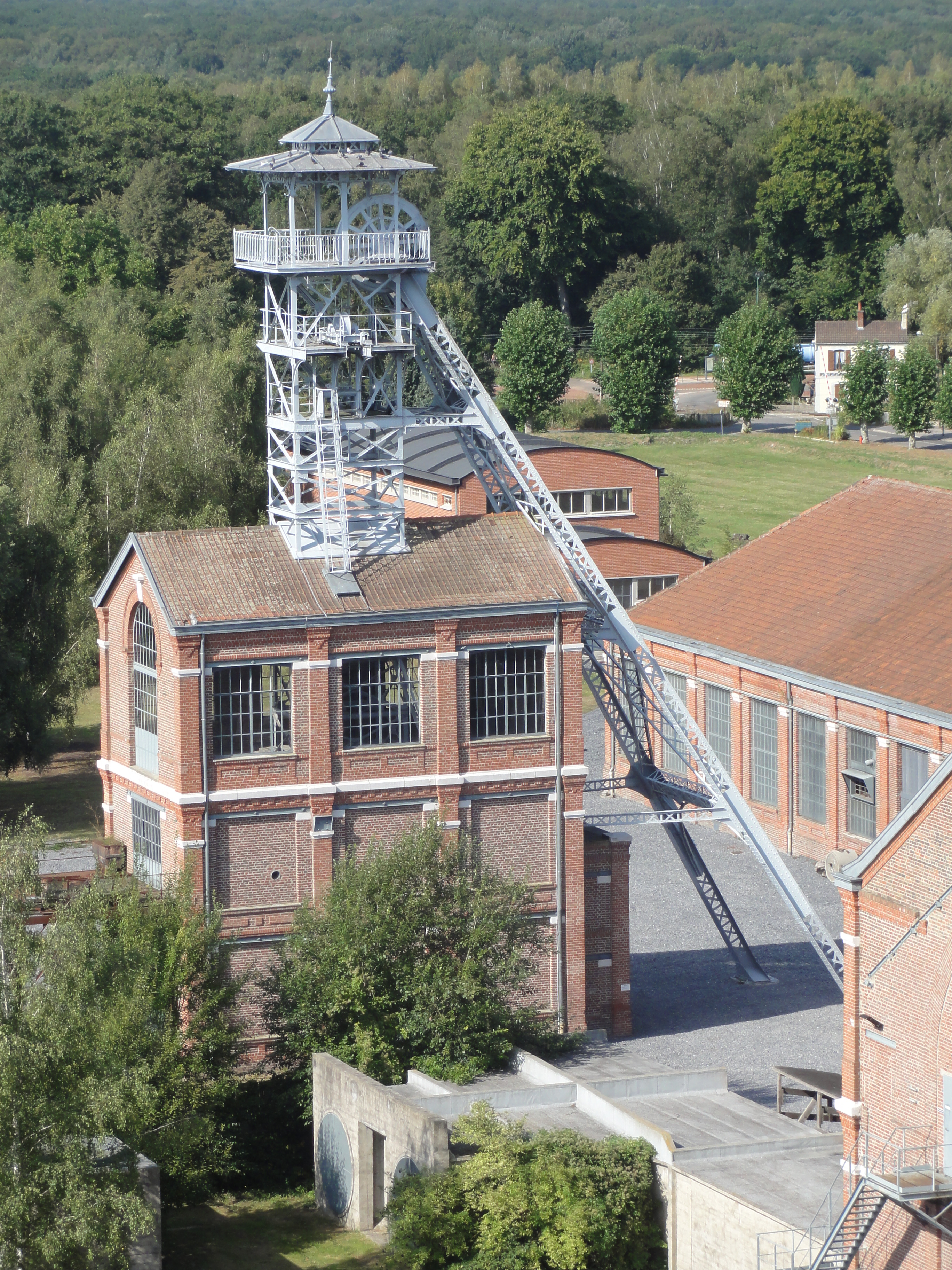
L'adaptation de 1993 de Germinal a été en partie tournée à la fosse Arenberg des mines d'Anzin à Wallers.

- 1903 : Germinal de Ferdinand Zecca, auteur de La Grève, film de 15 minutes.
- 1905 : Au Pays noir de Ferdinand Zecca, film de 13 minutes.
- 1905 : Au pays noir de Lucien Nonguet.
- 1912 : Au pays des ténèbres de Victorin Jasset.
- 1913 :  Germinal d'Albert Capellani.
- 1963 : Germinal, d'Yves Allégret, avec Jean Sorel, Berthe Granval, Claude Brasseur et Bernard Blier.
- 1993 : Germinal, de Claude Berri, avec Renaud, Miou-Miou, Gérard Depardieu, Judith Henry et Jean Carmet.

### À la télévision
- 2021 : Germinal de David Hourrègue avec Louis Peres, Thierry Godard, Alix Poisson, Guillaume de Tonquedec, Natacha Lindinger.

### En bande dessinée
Germinal (2 tomes) : scénario de Philippe Chanoinat et dessins de Jean-Michel Arroyo, Glénat, collection « Les incontournables de la littérature en BD », 2010.

## Anecdotes
En 1902, à l'enterrement d'Émile Zola, une délégation de mineurs de Denain accompagna le cortège, scandant : « Germinal ! Germinal ! ».
Zola s'est inspiré pour ce roman de la catastrophe des mines de Lalle à Bessèges le 11 octobre 1861 - la même catastrophe a aussi inspiré Hector Malot pour son roman Sans famille.
Fin 2021, le manuscrit de l'adaptation théâtrale est mis en vente aux enchères par un vendeur privé. La vente suscite de vives réactions dans la classe politique. Il est finalement acquis par la Bibliothèque nationale de France et rejoint les collections nationales.